# 南杜拉
南杜拉（Nandura），是印度马哈拉施特拉邦Buldana县的一个城镇。总人口37470（2001年）。

## 人口
该地2001年总人口37470人，其中男性19089人，女性18381人；0—6岁人口5412人，其中男2762人，女2650人；识字率68.92%，其中男性为75.58%，女性为62.01%。